# Live from Download Festival Paris 2016
Live from Download Festival Paris 2016 è il primo album dal vivo del gruppo musicale statunitense Beartooth, pubblicato l'11 novembre 2016 per lo streaming esclusivamente su Deezer e successivamente reso disponibile per l'acquisto su iTunes.

## Tracce
Testi e musiche di Caleb Shomo, eccetto dove indicato.
1. The Lines (Live from Download Paris) – 5:36
2. Aggressive (Live from Download Paris) – 4:51
3. Hated (Live from Download Paris) – 4:19
4. Beaten in Lips (Live from Download Paris) – 4:04
5. Loser (Live from Download Paris) – 4:08
6. Always Dead (Live from Download Paris) – 3:06
7. In Between (Live from Download Paris) – 4:11 (musica: Caleb Shomo, John Feldmann)
8. Body Bag (Live from Download Paris) – 4:44

## Formazione
- Caleb Shomo – voce
- Taylor Lumley – chitarra solista, voce secondaria
- Kamron Bradbury – chitarra ritmica
- Oshie Bichar – basso, voce secondaria
- Brandon Mullins – batteria